# Dolmen a Casa dos Mouros
El dolmen a Casa dues Mouros és un monument megalític situat a Candeán, al municipi de Vigo, molt proper al Parc Zoològic de la Madroa. Construït entre finals del mil·lenni V ae i la fi del mil·lenni III ae, són restes del Neolític, pertanyents a la cultura megalítica que es va desenvolupar a Galícia tres o quatre mil·lennis abans de l'any 0. Aquest dolmen és un dels millor conservats i de majors dimensions dels existents a la zona i està catalogat com a Bé d'Interés Cultural.

## Descripció
El nom de “Casa dos Mouros" prové d'un ésser mitològic gallec (el mouro), l'existència del qual sol anar unida a aquestes mil·lenàries pedres i a altres llocs històrics i llegendaris gallecs.
El dolmen és compost per cinc ortòstats (lloses verticals) que formen les parets del monument i la coberta, que recolza damunt una de les lloses. Aquestes pedres formen el polígon; pesen tones i arriben a quasi els 2 m d'alçada. La cambra fa al voltant de 3 m de llarg per 2 m d'ample.

## Història
Són les restes de la tomba d'un enterrament neolític, perquè al principi les pedres eren cobertes per un petit monticle de terra, que rep el nom gallec de “mámoa”. Així i tot, la voracitat dels cercadors de tresors guiats per les històries i llegendes que explicaven l'aparició de grans riqueses, propicià que les mámoas fossen saquejades, s'emportassen les poques coses que hi havia de valor i destruïssen les possibles evidències d'enterrament. A més, tots aquests descobriments donen compte de l'ocupació humana en aquestes zones des d'èpoques remotes.

## Actualitat
El setembre del 1990, l'Ajuntament de Vigo comprà a un particular la finca on se situa el dolmen, perquè el propietari pretenia construir-hi una casa als voltants i en la qual, a més, hi ha altres monuments megalítics com ara túmuls que en el passat van patir atacs vandàlics.